# Massegros-Causses-Gorges
Massegros-Causses-Gorges es una comuna nueva francesa situada en el departamento de Lozère, de la región de Occitania.

## Historia
Fue creada el 1 de enero de 2017, en aplicación de una resolución del prefecto de Lozère de 22 de diciembre de 2016 con la unión de las comunas de Le Massegros, Le Recoux, Les Vignes, Saint-Georges-de-Lévéjac y Saint-Rome-de-Dolan, pasando a estar el ayuntamiento en la antigua comuna de Le Massegros.

## Demografía
| Gráfica de evolución demográfica de Massegros-Causses-Gorges entre 1800 y 2013 |
|                                                                                |

Los datos entre 1800 y 2013 son el resultado de sumar los parciales de las cinco comunas que forman la nueva comuna de Massegros-Causses-Gorges, cuyos datos se han cogido de 1800 a 1999, para las comunas de Le Massegros, Le Recoux, Les Vignes, Saint-Georges-de-Lévéjac y Saint-Rome-de-Dolan de la página francesa EHESS/Cassini. Los demás datos se han cogido de la página del INSEE.

## Composición
| Comuna delegada          | Código INSEE | Población (2014) | Superficie (km²) | Densidad (hab./km²) |
| ------------------------ | ------------ | ---------------- | ---------------- | ------------------- |
| Le Massegros             | 48094        | 410              | 17.94            | 23                  |
| Le Recoux                | 48125        | 126              | 23.69            | 5                   |
| Les Vignes               | 48195        | 102              | 28.84            | 4                   |
| Saint-Georges-de-Lévéjac | 48154        | 256              | 56.26            | 5                   |
| Saint-Rome-de-Dolan      | 48180        | 62               | 32.63            | 2                   |